# Talk Talk Talk
Talk Talk Talk är ett musikalbum av The Psychedelic Furs lanserat 1981 på Columbia Records. Det var gruppens andra studioalbum. De amerikanska och europeiska utgåvorna skilde sig åt i och med att de hade helt olika låtlistor. Albumet innehåller gruppens kändaste låt "Pretty in Pink", men dock inte den kändaste inspelningen. I samband med filmen Pretty in Pink 1986 spelade gruppen in den på nytt och den blev då en hit. Även låten "Dumb Waiters" släpptes som singel och blev en ganska stor hit.
Albumet producerades av Steve Lillywhite, som även producerade merparten av deras debutalbum The Psychedelic Furs.

## Låtlista
Europeisk version:
1. "Dumb Waiters" - 5:09
2. "Pretty In Pink" - 3:57
3. "I Wanna Sleep With You" - 3:17
4. "No Tears" - 3:18
5. "Mr. Jones" - 4:03
6. "Into You Like A Train" - 4:09
7. "It Goes On" - 3:51
8. "So Run Down" - 2:52
9. "All Of This & Nothing" - 6:26
10. "She Is Mine" - 3:50

Amerikansk version:
1. "Pretty in Pink" – 3:59
2. "Mr. Jones" – 4:03
3. "No Tears" – 3:14
4. "Dumb Waiters" - 5:03
5. "She Is Mine" – 3:51
6. "Into You Like a Train" – 4:35
7. "It Goes On" – 3:52
8. "So Run Down" – 2:51
9. "I Wanna Sleep with You" – 3:17
10. "All of This and Nothing" – 6:25

## Listplaceringar
- Billboard 200, USA: #89[1]
- UK Albums Chart, Storbritannien: #30[2]
- Nya Zeeland: #8[3]